# Pistolet Borchardt C93
Borchardt C93 – pistolet samopowtarzalny skonstruowany przez Hugo Borchardta. Jeden z pierwszych produkowanych seryjnie pistoletów samopowtarzalnych. Pistolet został opatentowany w 1893 roku. Jego konstruktor był Amerykaninem niemieckiego pochodzenia, od lat 80. XIX wieku mieszkającym w Niemczech.

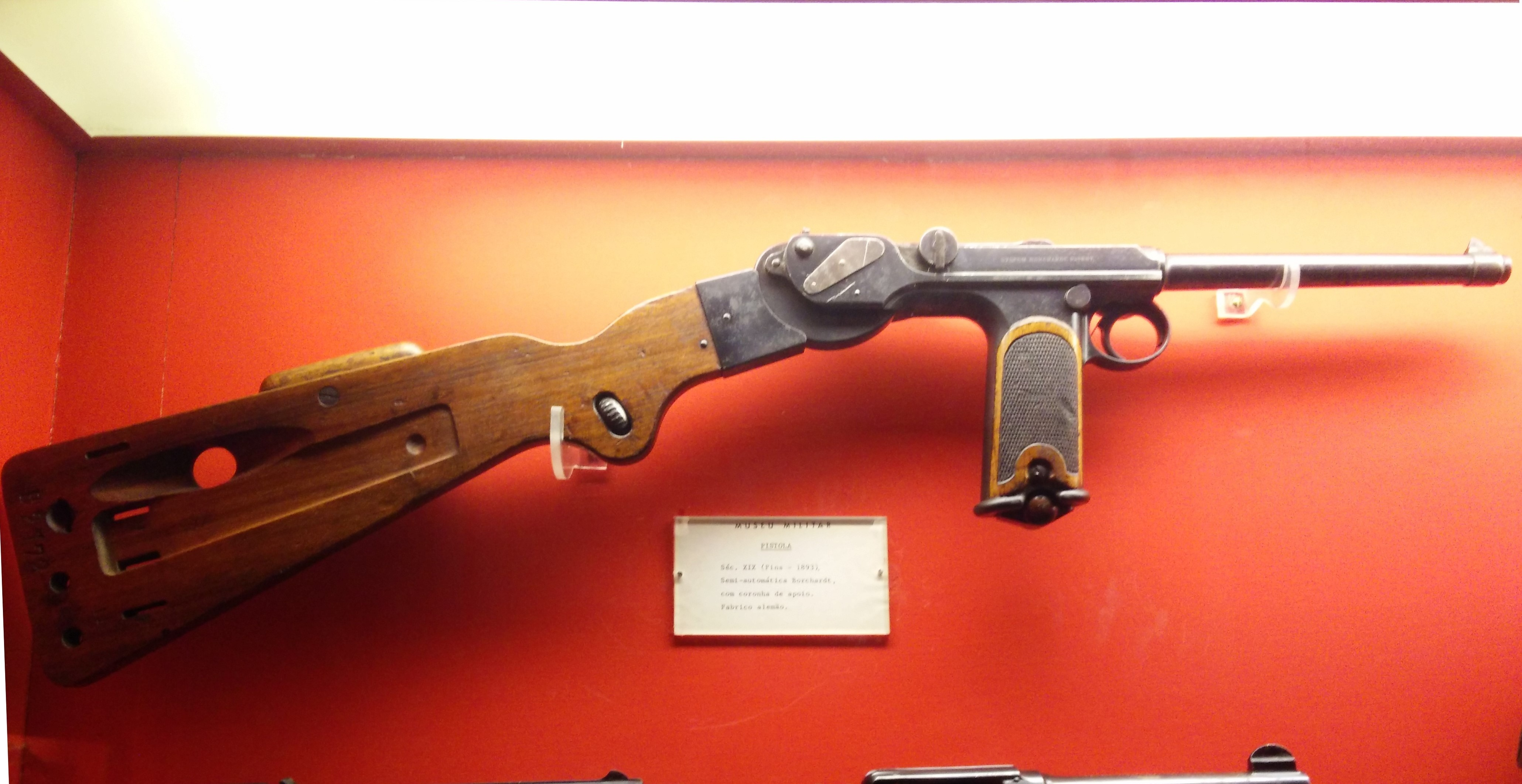
Borchardt C93 z dołączoną kolbą

Pistolet Borchardt C93 z powodu dużych wymiarów był bronią nieergonomiczną i dlatego nie znalazł powszechnego zastosowania. Zasada działania opierała się na krótkim odrzucie lufy, z zamkiem ryglowanym układem dźwigni (zasada działania podobna do zastosowanej w karabinach maszynowych Maxim). Ponieważ wymiary i kształt utrudniały strzelanie jednorącz, C93 był wyposażony w dostawną kolbę, którą mocowano do tylnej części korpusu. Zasilany z magazynka pudełkowego o pojemności 8 nabojów.
Borchardt C93 był, jak większość konstrukcji pionierskich, bronią niezbyt udaną. W drugiej połowie lat 90. XIX wieku Georg Luger przekonstruował pistolet Borchardta. Dzięki wprowadzonym zmianom udało mu się znacznie zmniejszyć rozmiary broni. Przekonstruowany pistolet był następnie produkowany jako Parabellum.